# عاج السن
العاج أو عاج السن أو عاج الأسنان أو السِّنِّين أو العاجين (بالإنجليزية: Dentin)‏ هو نسيج متكلّس من الجسم، وإلى جانب المينا، والملاط، واللب هو واحد من المكونات الرئيسية الأربعة للأسنان.
وهو مغطى عادة بالمينا في تاج السن والملاط في الجذر، ويحيط بكامل اللب. وبالوزن 70% من العاج يتكون من معدن هيدروكسي أباتيت، و20% مواد عضوية، و10% ماء. ويبدو لونه أصفر، وهذا يؤثر بشكل كبير على لون الأسنان بسبب شفافية المينا. العاج، والذي هو أقل تمعدن وهشاشة من المينا، ضروري لدعم المينا  وصلابته تقارب 3 على مقياس موهس لصلابة المعادن.
التصلب/الشفافية العاجية /التصلب العاجي للعاج الأولي: هو تبدل تراجعي في الأسنان يتصف بتكلس النُّبَيباتُ العاجية. ويمكن أن يحدث كنتيجة لإصابة الأسنان بالتسوس أو الحَتّ، ويتجلى أيضًا في عملية التقدم بالعمر الطبيعية.

## التطور
تَشَكّل العاج، المعروف بتكوُن العاج، يبدأ قبل تشكل مينا الأسنان من قِبَل الأرومة السنية للب السن. يُشْتَقّ العاج من الحُلَيمَةٌ السِنِّيَّة من برعم السن  بعد مقاربة طليعة العاج ونضوجها إلى العاج، أجسام خلايا الأرومة السنية تبقى في لب السن، قرب جدرانه الخارجي، على خلاف مينا السن، يبقى تكوُن العاج طيلة الحياة ويمكن أن يتم تكوينه استجابة لتحفيز، مثل نخر السن أو تآكله.

## التركيب
على خلاف المينا، يمكن أن يتم إزالة تمعدن العاج وتلوينه للدراسة النسيجية. العاج يتألف من قنوات مجهرية، تدعى النبيبات العاجية، والتي تتفرع للخارج عبر العاج من لب السن إلى الملاط الخارجي أو حدود المينا  النبيبات العاجية. تمتد من الملتقى العاجي المينائي في تاج السن، أو الملتقى العاجي الملاطي في جذر السن إلى الجدار الخارجي للب السن.
من السطح الخارجي للعاج إلى المنطقة القريبة من اللب، هذه النبيبات تتبع في طريقها شكل حرف s، قطر وكثافة هذه الانبيبات أكبر بالقرب من اللب. مستديرا من السطح الداخلي إلى السطح الخارجي، قطره 2.5 مايكرومتر، 1.2 مايكرميتر في منتصف العاج، و0.9 مايكروميتر في الملتقى العاجي المينائي. كثافته تساوي 59000 إلى 76000 بالمليمتر المربع قرب اللب، بينما لديه نصف هذه الكثافة قرب المينا. داخل الانبيبات يوجد استطالات الأرومة العاجية والتي هي امتداد ارومة عاجية والسائل العاجي، الذي يحتوي على خليط من الالبومين، ترانسفيرين، بروتيوغلايكان، تيناسين. بالإضافة إلى ذلك، هناك أنظمة قنيوية متفرعة والتي تتصل ببعضها البعض. هذه التفرعات تصنف بالحجم الكبير فيكون قطرها 500-1000 مايكرومتر، ورفيع 300-700 مايكرومتر، وصغير جدًا أقل من 300 مايكرومتر.
التفرعات الكبيرة هي النهايات الطرفية للنبيبات. تقريبًا كل 1-2 مايكرومتر، هناك تفرعات رفيعة تتشعَب من النبيبات العاجية بزاوية 45 درجة. النبيبات الصغيرة جدًا تتفرع بزاوية 90 درجة. النبيبات العاجية تحتوي على الاستطالات السيتوبلاسمية للأرومة العاجية والتي كونت العاج وتحافظ عليه. أجسام خلايا الأرمة العاجية مصطفة على طول الجانب الداخلي للعاج مقابل طبقة من طليعة العاج، حيث تشكل أيضًا الحدود الخارجية للب السني بسبب النبيبات العاجية.
قابلية نفوذ العاج، والتي بإمكانها زيادة الإحساس بالألم ومعدل نخر السن، تعد أقوى النظريات الموجودة لفرط حساسية العاج، حيث تفترض بسبب التغيرات في السائل العاجي المتصاحبة مع الاستطالات، أنها نوع من آلية حركة السوائل.
العاج هو قالب يشبه العظم ذو مواد مسامية وصفراء اللون. يتكون من 70% مواد غير عضوية (بشكل رئيس هيدروكسي أباتيت وبعض المواد غير المتبلورة عديمة الشكل مثل فوسفات الكالسيوم), 20% مواد عضوية (90% منها كولاجين النوع 1 والباقي 10% المادة الأساسية، والتي تتضمن بروتينات عاجية محددة), و10% ماء (والذي يمتص على سطح المعادن أو بين البلورات). ولأنه أنعم من المينا، يتم نخره بسرعة أكبر ومعرض للحفر الشديدة إذا لم تتم معالجتها، ولكنه جيد لدعم المينا؛ بسبب خواصه المرنة، ومرونته تمنع المينا الهش من التكسر.
في المناطق حيث يتمعدن كل من العاج الأولي والثانوي مع اندماج بلوري كامل، وهذا يظهر كمناطق مدورة وأفتح لونًا في المقاطع الملونة من العاج وتعتبر عاج كروي. بالمقارنة، المناطق المقوسة ذات اللون الأغمق في المقاطع الملونة من العاج تعتبر عاج بين الكريات. في هذه المناطق، التمعدن الأولي يحدث فقط في طليعة العاج، والكريات العاجية لا تندمج بشكل كامل. وبالتالي، العاج بين الكريات أقل تمعدن بعض الشيء من العاج الكروي. العاج بين الكريات واضح بشكل خاص في العاج التاجي، قرب الملتقى العاجي المينائي، وفي بعض حالات الشذوذ، كما في تكوّن العاج المَعيب.

## الأنواع
هناك ثلاثة أنواع من العاج: الأولي، والثانوي والثالثي. العاج الثانوي هو طبقة
من العاج أُنتجت بعد أن تشكل جذر السن بشكل كامل. العاج الثالثي يتكون نتيجة لتحفيز، كالتسوس.

### العاج الأولي
العاج الأولي، هو العاج الأكثر بروزًا في السن، يقع بين الميناء والحجرة اللبية (قرب الملتقى العاجي المينائي). 12&11 الطبقة الخارجية الأقرب إلى المينا تعرف بالغطاء العاجي. هذه الطبقة فريدة لباقي العاج الأولي. الغطاء العاجي يتم تكوينه من قبل الأرومة السنية المتمايزة حديثًا، وتكوّن طبقة عرضها 150 مايكرومتر تقريبًا. على خلاف العاج الأولي، الغطاء العاجي لا يحوي فوسفور، وغير ممتلئ بألياف الكولاجين وأقل تمعدنًا. وتحته يوجد عاج محيط باللب، عاج أكثر تمعدنًا، والذي يكوّن معظم طبقة العاج ويفرز بعد الغطاء العاجي من قبل الأرومة السنية. العاج المحيطي يتم تكوينه قبل أن ينتهي تشكّل الجذر.
العاج المفرز حديثًا هو غير متمعدن ويدعى طليعة العاج. ومن السهل التعرف عليه في المقاطع الملونة بالهيماتوكسيلين والأيوزين، حيث أنه يتلون بشكل أقل كثافة من العاج. هو عادة 10-47 مايكرومتر، ويغطي المنطقة الداخلية من العاج. وهو غير متمعدن ويتكون من الكولاجين، والغلايكوبروتين، والبروتيوغليكان، وهو مشابه للنسيج العظمي وأكثر سمكًا عندما يحدث التكوّن العاجي.

### العاج الثانوي
يتشكل العاج الثانوي بعد اكتمال تشكّل جذر السن بشكل طبيعي بعد أن يبزغ السن ويصبح فعّال. ينمو بشكل أبطأ بكثير من العاج الأولي، ولكنه يحافظ على نموه التصاعدي. لديه بنية مماثلة للعاج الأولي، على الرغم من أن لا يتم ترسيبه دائمًا بشكل متساوٍ حول الحجرة اللبية. نمو هذا العاج هو الذي يسبب تناقص حجم الحجرة اللبية مع تقدم العمر. وهذا يعرف سريريًا بالانحسار اللبي، ولذلك تحضير الحفر في المرضى الصغار يشكّل خطرًا أكبر لتعريض الحجرة اللبية. إذا حصل هذا، يمكن أن يعالج اللب بمختلف الأدوية مثل تغطية اللب المباشرة. تغطية اللب هي الأكثر نجاحًا إذا تبعها تاج من فولاذ مقاوم للصدأ. لكي يحافظ على فراغ في بزوغ الأسنان الأولي، بذلت المحاولات لكي لا يتم استخراج التعرض اللبي.

### العاج الثالثي (يتضمن العاج الترميمي أو العاج المتصلب) – مرضي
العاج الثالثي هو عاج تشكل كرد فعل على محفّز خارجي كالحُفر. له نوعان، إما رجعي، حيث يتشكل العاج من أرومة سنية موجودة من قبل، أو ترميمي، حيث خلايا جديدة متمايزة تشبه خلايا الأرومة السنية تتشكل بسبب موت الخلايا الأرومة السنية الأصلية، من خلايا سلف لبية.
العاج الثالثي يتشكل فقط من خلايا أرومة سنية تأثرت مباشرة بمُحفّز: بالتالي، التصميم والتركيب يعتمد على شدة ومدة التحفيز، على سبيل المثال، إذا كان المحفز آفة تسوسية، هناك دمار واسع في العاج وضرر في اللب، بسبب التمايز في الأيض والسموم البكتيرية. وبالتالي، العاج الثالثي يترسب بسرعة، وبنمط أنبوبي متناثر وغير منتظم، وبعض الاشتمال الخلوي: في هذه الحالة يسمى «العاج العظمي». وإذا كان التحفيز أقل فعالية، يترسب بسرعة أقل وبنمط أنبوبي أكثر تنظيمًا والقليل من الاشتمال الخلوي.

## العاج الحيواني
سن الفيل هو عاج صلب. تركيب الأنابيب العاجية يساهم بكل من المساميّة والمرونة. ناب الفيل تشكل مع غطاء رفيع من المينا، والذي يُزال بفترة قصيرة، يترك العاج ظاهرًا، العاج الظاهر في الإنسان يسبب أعراض الأسنان الحساسة.
لأن العاج أنعم من المينا، ويزول بشكل أسرع من المينا. بعض أسنان الثدييات تستغل هذه الظاهرة، وخاصة العاشبات مثل الأحصنة، والغزلان والفيلة. في العديد من العاشبات، السطح الإطباقي للسن يتألف من مناطق متبدلة من العاج والمينا. الحت التبايُني يسبب تشكل حواف حادة من المينا على سطح السن (على الرحى بشكل نموذجي), ولكي تبقى خلال الحياة العملية للأسنان. تقوم العاشبات بطحن الرحى مع بعضها خلال المضغ، وحوافها تساعد على تمزيق مواد النباتات الصلبة.
مادة مشابهة للعاج تكون المواد الصلبة التي تشكِّل الجلود السنية في الحيتان والأسماك الغضروفية الأخرى.

## وصلات خارجية
- Cells and Extracellular Matrices of Dentin and Pulp: A Biological Basis For Repair and Tissue Engineering, M. Goldberg and A.J. Smith
- Sanjay Miglani, Vivek Aggarwal, and Bhoomika Ahuja, Dentin hypersensitivity: Recent trends in management, J Conserv Dent. 2010 Oct-Dec